# Rodrigo Veronese
Rodrigo Otávio de Albuquerque Veronese (São Paulo, 26 de junho de 1970) é um ator e apresentador brasileiro.

## Biografia
Ator e apresentador de ascendência italiana, Rodrigo Veronese nasceu em 1970, é paulistano, filho de pai advogado e mãe atriz de rádio, quando criança, andava com uma câmera a tiracolo produzindo e atuando em videoclipes musicais caseiros, além de imitar personagens de TV. Seu primeiro comercial aconteceu ainda na infância. Veronese foi modelo de grandes agências em São Paulo, como L'Equipe e Elite Model.
Estrelou mais de 70 comerciais publicitários, além de representar grandes marcas e produtos como garoto propaganda. Após uma eleição realizada por leitores da revista Atrevida, passou a assinar a coluna "Palavra de Menino", dirigida ao público adolescente. Nesse período, Veronese ainda foi apresentador de 3 programas de esportes radicais: Nescau Radical, Rainha Fora de Série e Brahma Sports. Apesar dos 1,80m de altura, Rodrigo Veronese diz que não era alto suficiente para ser modelo de passarela, porém era aprovado para quase todos os comerciais de TV que tinham texto.
Em um dos comerciais em que atuava (campanha para um creme dental), Veronese foi convidado a participar da Oficina de Atores da Rede Globo, em 1995. Após a oficina, recebeu um convite da TV Record, emissora em que fez a sua primeira novela, Alma de Pedra. Em seguida, sua carreira seguiu com atuações em Estrela de Fogo, Louca Paixão, Marcas da Paixão e Roda da Vida. Já no SBT, em 2002, Rodrigo protagonizou Pequena Travessa ao lado da atriz Bianca Rinaldi, sob a direção de Henrique Martins. No final de 2007, destacou-se na Rede Globo na novela Paraíso Tropical, de Gilberto Braga, com direção de Dênis Carvalho. No enredo, em que fazia par romântico com a atriz Renée de Vielmond, seu personagem Lucas, rendeu-lhe uma série de indicações a prêmios, como o Prêmio Contigo, Revelação do Ano da Rede Globo e alguns prêmios pelo Brasil. Entre as outras novelas e minisséries em que Rodrigo Veronese atuou, estão Beleza Pura, de Andréa Maltarolli e Caminho das Índias de Glória Perez. Em 2010, o ator recebeu um convite da diretora Tizuka Yamazaki para estrear no cinema com o longa metragem Aparecida, O Milagre. Em seguida, atuou no filme, Hamartia, Ventos do Destino. Em 2015, Rodrigo protagonizou a série policial Na Mira do Crime', para o canal FOX / FX, na qual seu personagem "Márcio Valle", um apresentador de programa policial, abalado com um incidente com a própria filha, decide largar tudo e tornar-se um justiceiro fora da lei, acima de qualquer suspeita. Em 2018, Veronese atuou na novela O Outro Lado do Paraíso, de Walcyr Carrasco, na Rede Globo.
Desde então, Rodrigo tem se dedicado à comunicação e apresentação em diversos canais online. Recentemente, desenvolveu o projeto “Zonas de Tropeço”, no qual propõe um olhar exploratório e cultural da cidade de São Paulo, através da apropriação de seus lugares, bairros e diferentes culturas. Em 2020, ainda durante a pandemia, idealizou e lançou o programa 80 por Segundo, transmitido pelo radialista Rafael Dutra por canais Web, Twitch e em formato de podcast pelo Spotify. O programa apresenta as manifestações culturais da década de 1980, sob um olhar que dispensa a nostalgia, mas elabora sobre as referências criativas de um período em que a tecnologia começa a coexistir com a arte. Ainda na área de apresentação e comunicação.

### Prêmio
- 2012 - Troféu Tropeiro (V Festival da Lapa)

Projeto Social - Luz, Câmera, Inserção

### Projeto Social: Luz, Câmera, Inserção
- 2013 - Luz, Câmera, Inserção

Desenvolvido por Rodrigo Veronese, o projeto social “Luz, Câmera, Inserção” tem, como ideia central, descobrir, preparar, revelar e possibilitar a inclusão profissional na teledramaturgia para jovens carentes com notável potencial artístico. O projeto é bimestral, com aulas sobre os temas que envolvem o mundo das telenovelas: construção de personagem, interpretação, câmeras, áudio, direção, textos, etc. As aulas são elaboradas e executadas por Rodrigo Veronese, ator com experiência de 20 anos em telenovelas nas principais emissoras do país. O projeto conta também com a participação de atores, diretores e profissionais renomados da área através de palestras e workshops.
O Projeto "Luz, Câmera, Inserção" tem por princípio o conceito de "ator inato", indivíduos com talento latente para o exercício de atuação, que precisam ser primeiramente descobertos para, em seguida, adquirirem preparo para a realização dos testes de elenco em telenovelas. Isso inclui orientação quanto à produção de material profissional (vídeo e outras referências) e ao encaminhamento para produtores de elenco. Tais atividades geralmente requerem grande investimento financeiro: cursos preparatórios, produção de material de divulgação, além do acesso aos testes na área. Assim, geralmente essa demanda torna-se obstáculo para a realização do sonho da maioria dos jovens em situação vulnerável. O projeto visa, portanto, facilitar a entrada e permanência desses talentos no mercado de trabalho, dando todo o apoio necessário para a conquista de seus objetivos profissionais. A união entre o trabalho como ator e a atenção a causas sociais levou Rodrigo Veronese a criar o Projeto Luz, Câmera, Inserção.

### Trabalhos sociais
Constantemente envolvido em causas sociais ao longo de sua trajetória profissional, Rodrigo Veronese participou, nos últimos anos, como embaixador da Fundação Ação Criança, em São Paulo, criada para angariar fundos e combater a desnutrição infantil, cedendo a imagem para campanhas institucionais e para todo tipo de mídia espontânea vinculada à instituição. Em 2013, formalizou parceria como embaixador da Fundação Amaral Carvalho: (FAC), um dos maiores e mais modernos centros de oncologia do Brasil, localizado na cidade de Jaú.

## Filmografia

### Televisão
| Ano     | Título                  | Personagem / Cargo                | Notas                        | Emissora          |
| ------- | ----------------------- | --------------------------------- | ---------------------------- | ----------------- |
| 1993    | Nescau Radical          | Apresentador                      |                              | Rede Bandeirantes |
| 1994    | ESPN Fora de Série      | Apresentador                      |                              | ESPN Brasil       |
| 1995–97 | ESPN Sports             | Apresentador                      |                              | ESPN Brasil       |
| 1998    | Alma de Pedra           | Leandro da Silva                  |                              | Rede Record       |
| 1998    | Estrela de Fogo         | Felipe Rodrigues                  |                              | Rede Record       |
| 1999    | Louca Paixão            | Carlos Eduardo Albuquerque (Cadu) |                              | Rede Record       |
| 2000    | Sãos e Salvos!          | Calote                            | Episódio: "Rumbora"          | TV Cultura        |
| 2000    | Marcas da Paixão        | César Rangel                      |                              | Rede Record       |
| 2001    | Roda da Vida            | Rafael Thomas (Rafa)              |                              | Rede Record       |
| 2002    | Pequena Travessa        | Alberto Miranda (Beto)            |                              | SBT               |
| 2007    | Paraíso Tropical        | Lucas Aboim                       |                              | Rede Globo        |
| 2008    | Beleza Pura             | Mateus Astragão                   |                              | Rede Globo        |
| 2009    | Caminho das Índias      | Bruno                             | Episódio: "19 de junho"      | Rede Globo        |
| 2009    | Acampamento de Férias   | Augusto                           | Episódio: "3"                | Rede Globo        |
| 2010–11 | Malhação                | João Paulo                        | Temporada 18                 | Rede Globo        |
| 2015    | Na Mira do Crime        | Márcio Valle                      |                              | Rede Record       |
| 2017    | O Outro Lado do Paraíso | Ronaldo                           | Episódios: "2–4 de dezembro" | Rede Globo        |

### Cinema
| Ano  | Título                      | Personagem            |
| ---- | --------------------------- | --------------------- |
| 1998 | Remake                      | —                     |
| 2010 | Aparecida - O Milagre       | Antônio Resende       |
| 2016 | Hamartia, Ventos do Destino | Tenente Coronel Félix |

## Rádio
| Ano           | Título         | Cargo        |
| ------------- | -------------- | ------------ |
| 2019–presente | 80 por Segundo | Apresentador |